# Can Romera (Sant Quirze Safaja)
Can Romera és una ócasa del terme municipal de Sant Quirze Safaja, a la comarca del Moianès.
Està situada a l'extrem de ponent del terme municipal, al sud de la carretera BV-1341, entre ella i el límit del terme. És a migdia de la urbanització del Solà del Boix i al nord-oest de la del Pla del Badó, a ponent del poble de Sant Quirze Safaja.
El seu accés és per la carretera BV-1341, poc abans que aquesta arribi al poble de Sant Quirze Safaja.